# Edward Seymour (1er comte d'Hertford)
Edward Seymour (22 mai 1539 – 6 avril 1621), 1er comte d'Hertford, est le fils d'Edward Seymour, 1er duc de Somerset et de sa seconde épouse Anne Stanhope.
Après la disgrâce et de l'exécution de Somerset, son fils est fait 1er comte d'Hertford, le titre de comte ayant été recréé pour lui en 1559 par Élisabeth Ire d'Angleterre, mais il le perd à nouveau quelque temps après pour avoir secrètement épousé Catherine Grey, sœur de Lady Jeanne Grey.

## Une série de mariages clandestins
Sa première épouse, Lady Catherine, est prétendante au trône d'Angleterre, et d'après la loi elle n'a pas le droit de se marier sans en référer à la reine. Ils sont mariés par un prêtre catholique à Hertford House. Le mariage est tenu secret pendant près d'un an, jusqu'en août, alors que Catherine ne parvient plus à dissimuler sa grossesse et se confie à Robert Dudley, premier comte de Leicester. Les époux sont alors envoyés à la Tour de Londres (l'affaire éclate alors que Seymour se trouve en France, il est emprisonné à son retour).
En détention, ils sont interrogés sur chaque détail de leur mariage, mais ils affirment tous deux ne pas se souvenir de la date exacte de leur union. Une commission est appointée en février 1562, dirigée par l'archevêque Parker. Sous la pression, Lady Catherine finit par avouer qu'ils ont attendu qu'Élisabeth quitte la capitale pour son palais d'Eltham. Leurs serviteurs sont interrogés, mais aucun ne peut dire la date exacte de l'union. On ne parvient pas à localiser le prêtre qui l'a célébrée, mais d'après les relevés du Cofferer of the Household la date du mariage est fixée au 27 novembre.
Leur fils Edward est déclaré illégitime et son père doit payer une amende de 15 000 livres pour « avoir séduit une vierge de sang royal ».
Malgré tout, le comte doit apparemment trouver un moyen de continuer ses relations conjugales à la Tour, puisqu'un second fils, Thomas Seymour nait en février 1563. Lady Catherine meurt en 1568. son mari peut enfin quitter la Tour, et même revenir à la Cour. Ses fils, néanmoins, demeurent illégitimes, sans être toutefois pleinement écartés de leurs droits de succession au trône.
En 1582, Edward Seymour épouse Frances Howard. Leur union est tenue également secrète pour près d'une décennie, alors que Frances officie comme gentlewoman of the Privy Chamber. Edward Seymour essaye de faire annuler son mariage en 1595, espérant ainsi sans doute renforcer les prétentions au trône de ses fils. Il est arrêté à nouveau et Frances meurt en 1598
En mai 1601, il contracte pour la troisième fois un mariage secret, en épousant une veuve nommée Frances Prannell.